# Tarachidia perita
Tarachidia perita là một loài bướm đêm trong họ Noctuidae.